# Jarnioux
Jarnioux era una comuna francesa situada en el departamento del Ródano, de la región de Auvernia-Ródano-Alpes, que el 1 de enero de 2019 pasó a ser una comuna delegada de la comuna nueva de Porte-des-Pierres-Dorées.

## Demografía
| 401 | 381 | 377 | 458 | 542 | 537 | 535 | 591 | 658 |
| Para los censos de 1962 a 1999 la población legal corresponde a la población sin duplicidades (Fuente: INSEE [Consultar]) |     |     |     |     |     |     |     |     |